# 4006 Sandler
4006 Sandler eller 1972 YR är en asteroid i huvudbältet som upptäcktes den 29 december 1972 av den ryska astronomen Tamara Smirnova vid Krims astrofysiska observatorium på Krim. Den har fått sitt namn efter Grigori Sandler.
Asteroiden har en diameter på ungefär 15 kilometer.